# Olof Palme
Sven Olof Joachim Palme (Estocolmo, 30 de janeiro de 1927 — Estocolmo, 28 de fevereiro de 1986) foi um político sueco. Membro do Partido Operário Social-Democrata da Suécia foi primeiro-ministro da Suécia entre 1969 e 1976 e de novo entre 1982 e 1986, ano em que foi assassinado à saída de um cinema em Estocolmo. 
Enquanto líder da oposição, atuou como mediador especial da Organização das Nações Unidas na Guerra Irão-Iraque e foi Presidente do Conselho Nórdico em 1979.
Uma figura central e polarizadora, quer na política interna, quer na política internacional desde os anos 1960, foi firme na sua política de não-alinhamento em relação às superpotências, acompanhado pelo apoio a numerosos movimentos de libertação do terceiro mundo após a descolonização, incluindo, o mais controverso, o apoio económico e vocal a vários governos do Terceiro Mundo. Palme foi o primeiro chefe de governo ocidental a visitar Cuba após sua revolução, fazendo um discurso em Santiago elogiando os revolucionários contemporâneos cubanos e cambojanos.
Frequentemente crítico da política externa dos Estados Unidos e da União Soviética, dirigiu críticas ferozes e muitas vezes polarizadoras ao identificar a sua oposição às ambições imperialistas e regimes autoritários, incluindo os de Francisco Franco na Espanha, Leonid Brezhnev na União Soviética, António de Oliveira Salazar em Portugal e Gustáv Husák na Checoslováquia, bem como John Vorster e PW Botha na África do Sul. A sua condenação em 1972 aos bombardeamentos de Hanói, comparando notavelmente a tática ao campo de extermínio de Treblinka, resultou num congelamento temporário nas relações sueco-norte-americanas.
Palme tornou-se conhecido como um dos maiores exemplos da Social-Democracia Escandinava, tendo levado mais longe que qualquer outro político a ideia de conciliar uma economia de mercado com um estado social. Durante o seu governo, a Suécia gozou de uma forte economia e dos níveis de assistência social mais altos no mundo. Ficou ainda conhecido como forte opositor do Apartheid e da Guerra do Vietnam, o que lhe causou graves conflitos com Washington.

## Início da vida e família

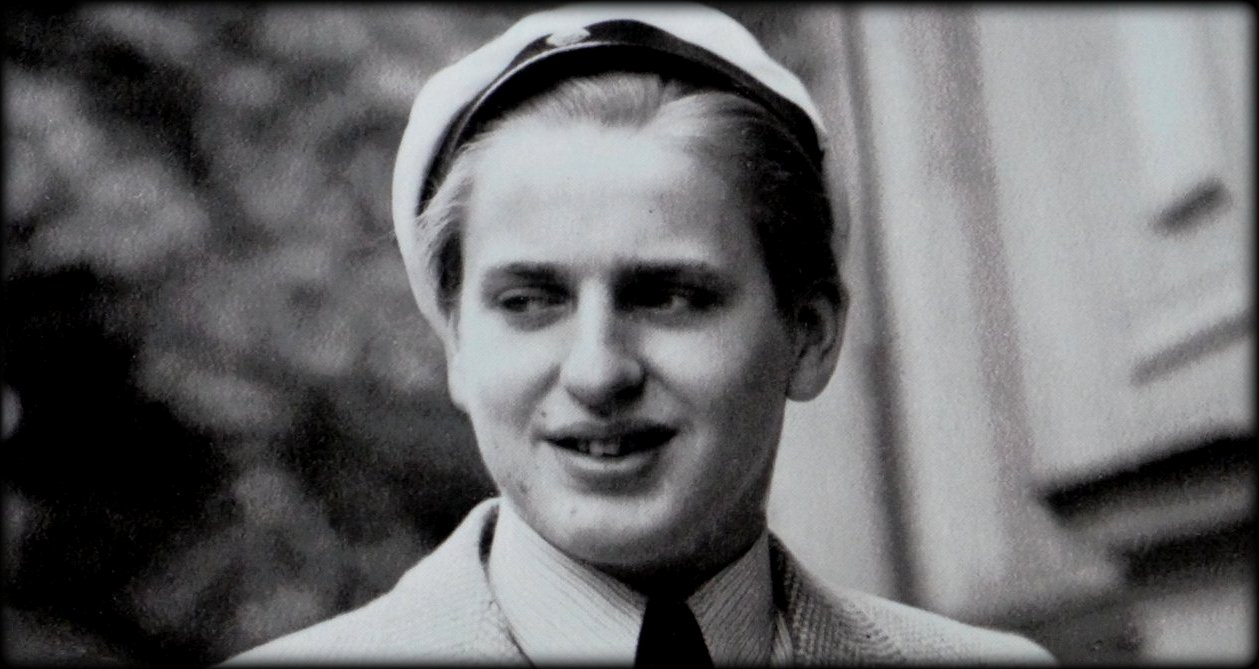
Palme, aos 17 anos, em 1944

Nascido no seio de uma família luterana conservadora de classe alta no distrito de Östermalm, em Estocolmo, Olof Palme era descendente de holandeses e a sua família era relacionada a várias outras famílias suecas importantes, como os Wallenberg. O seu pai, Gunnar Palme, que faleceu quando Olof Palme tinha 6 anos, era empresário, filho de Sven Theodore Palme e da baronesa Hanna Maria von Born-Sarvilahti. Através dela, Olof Palme era descendente do rei Frederico I da Dinamarca e Noruega. A sua mãe, Elisabeth von Knieriem, era descendente de comerciantes alemães do Báltico, tendo chegado à Suécia através da Rússia como refugiada em 1915. Apesar do seu histórico familiar conservador, a sua orientação política passou a ser influenciada por atitudes social-democratas. As suas viagens a países considerados como sendo pertencentes ao Terceiro Mundo, assim como aos Estados Unidos, onde ele viu profunda desigualdade económica e segregação racial, ajudaram a desenvolver essas visões.

## Educação e início de carreira
Uma criança doente, Olof Palme recebeu a sua educação de professores particulares. Ainda criança, adquiriu conhecimento de duas línguas estrangeiras - o alemão e o inglês. Estudou na Sigtunaskolan Humanistiska Läroverket, uma das poucas escolas residenciais da Suécia, e passou no exame de admissão na universidade com notas elevadas aos 17 anos. Foi chamado para o Exército em janeiro de 1945 e prestou serviço militar obrigatório no Regimento de Artilharia de Svea. entre 1945 e 1947, tornando-se em 1956 um oficial de reserva com a patente de capitão na artilharia. Depois de ser dispensado do serviço militar em março de 1947, matriculou-se na Universidade de Estocolmo.
Com uma bolsa, estudou na Kenyon College, uma escola de artes liberal pequena no centro de Ohio entre 1947 e 1948, graduando-se com um B.A.. Inspirado pelo debate radical na comunidade estudantil, escreveu um ensaio crítico sobre o livro de Friedrich Hayek O Caminho para a Servidão. Palme escreveu sua tese de honra sénior sobre o sindicato United Auto Workers, liderado na época por Walter Reuther. Após a formatura, viajou por todo o país e acabou em Detroit, onde Reuther concordou em conceder-lhe uma entrevista que durou várias horas. Nos anos seguintes, Palme observou regularmente durante as suas muitas visitas subsequentes aos Estados Unidos, que s Estados Unidos fizeram dele um socialista, uma observação que muitas vezes causou confusão. Dentro do contexto da sua experiência americana, não foi que Palme se tenha sentido repelido pelo que encontrou nos Estados Unidos, mas sim por ter sido inspirado por isso.
Depois de viajar pelos Estados Unidos e pelo México, ele voltou à Suécia para estudar direito na Universidade de Estocolmo. Em 1949, tornou-se membro do Partido Operário Social-Democrata da Suécia. Durante o seu período na universidade, Palme se envolveu na política estudantil, trabalhando com a União Nacional Sueca de Estudantes. Em 1951, tornou-se membro da associação social-democrata de estudantes em Estocolmo, embora se afirme que ele não compareceu às reuniões políticas da época. No ano seguinte, foi eleito Presidente da União Nacional Sueca de Estudantes. Como político estudantil, concentrou-se em assuntos internacionais e viajou pela Europa.
Palme atribuiu o facto de se ter tornar um social-democrata a três grandes influênciasː
- à sua participação, em 1947, num debate sobre impostos entre o social-democrata Ernst Wigforss, o conservador Jarl Hjalmarson e o liberal Elon Andersson.
- ao tempo que passou nos Estados Unidos na década de 1940 que o fez perceber o quão ampla era a divisão de classes nos Estados Unidos e a extensão do racismo contra os negros.
- a uma viagem à Ásia, especificamente Índia, Ceilão (agora Sri Lanka), Birmânia, Tailândia, Singapura, Indonésia e Japão, em 1953 que o fez perceber as consequências do colonialismo e do imperialismo.

Palme era ateu.

## Carreira política
Em 1953, Palme tornou-se secretário do então Primeiro-ministro social-democrata Tage Erlander. Desde 1955, foi membro do conselho da Liga da Juventude Social-Democrata Sueca e lecionou na Youth League College Bommersvik. Também era membro da Associação Educacional do Trabalhador.

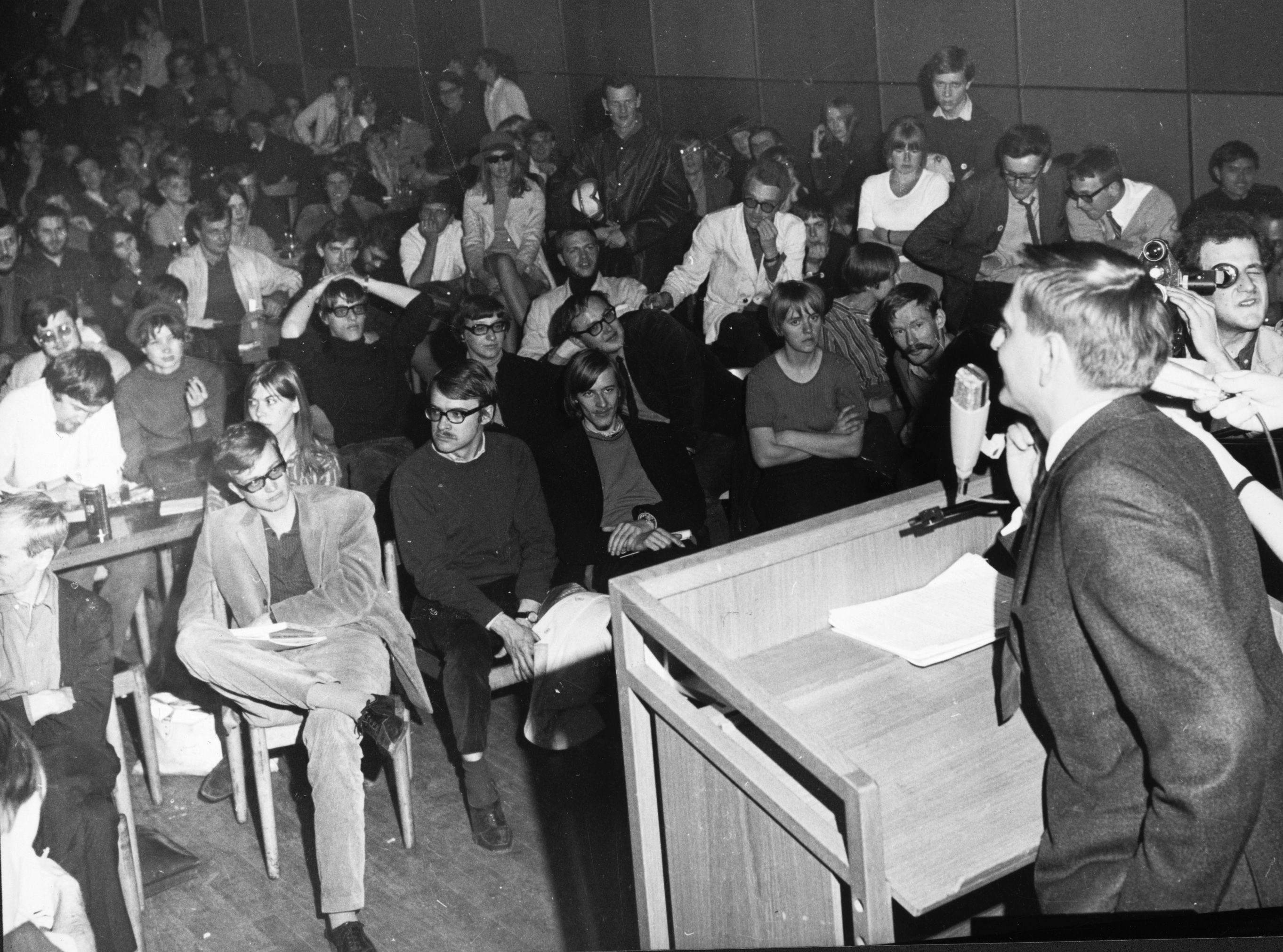
Palme falando com os estudantes durante a ocupação do edifício da União dos Estudantes

Em 1957, foi eleito deputado pelo condado de Jönköping para Segunda Câmara diretamente eleita do Riksdag. No início dos anos 1960, Palme tornou-se membro da Agência de Assistência Internacional (NIB) e era responsável por investigações sobre assistência aos países em desenvolvimento e ajuda educacional. Em 1963, tornou-se Ministro sem pasta e manteve suas funções como conselheiro político próximo do Primeiro-ministro Tage Erlander. Em 1965, tornou-se Ministro dos Transportes e das Comunicações. Uma questão de especial interesse para foi o desenvolvimento da rádio e da televisão, garantindo a independência dos interesses comerciais. Em 1967, tornou-se Ministro da Educação e, no ano seguinte, foi alvo de fortes críticas de estudantes de esquerda que protestavam contra os planos do governo para a reforma da universidade. Os protestos culminaram com a ocupação do edifício da União dos Estudantes em Estocolmo; Palme tentou acalmar os ânimos, exortando-os a usar métodos democráticos para a busca de sua causa.

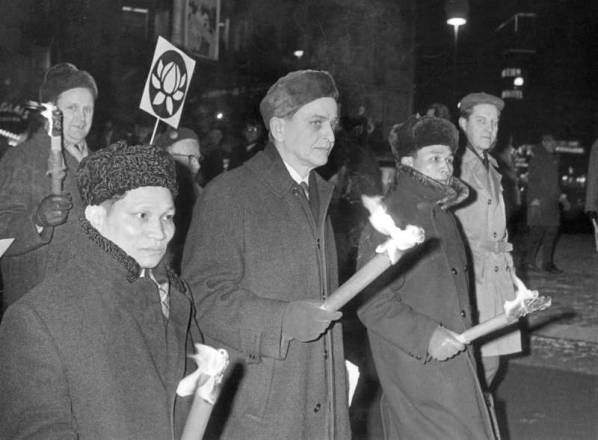
Olof Palme marchando contra a Guerra do Vietname com o embaixador do Vietname do Norte em Moscovo, em Estocolmo, em 1968

A 21 de fevereiro de 1968, Palme (enquanto ministro da Educação) participou num protesto em Estocolmo contra o envolvimento dos Estados Unidos na Guerra do Vietname, juntamente com o embaixador do Vietname do Norte em Moscovo Nguyen Tho Chan. O protesto foi organizado pelo Cometê Sueco do Vietname, tendo Palme e Nguyen sido convidados como oradores. Como resultado disso, os Estados Unidos chamaram o seu embaixador da Suécia e Palme foi ferozmente criticado pela oposição por sua participação no protesto. No mesmo ano, Palme foi uma força motriz por trás do lançamento do documentário Dom kallar oss mods (Eles nos chamam de desajustados). O controverso filme, representando dois marginais, estava programado para ser lançado numa forma editada, mas Palme achou que o material era socialmente importante demais para ser cortado.
Quando o líder do partido Tage Erlander se demitiu em 1969, Palme foi eleito como o novo líder pelo congresso do Partido Operário Social-Democrata da Suécia e sucedeu a Erlander também como primeiro-ministro.
Dizia-se que Palme teve um impacto profundo nas emoções das pessoas; era muito popular entre a esquerda, mas duramente detestado pela maioria dos liberais e conservadores. Isso deveu-se, em parte, às suas atividades internacionais, especialmente aquelas direcionadas contra a política externa dos Estados Unidos e da União Soviética, e em parte ao seu estilo de debate agressivo e franco.

## Primeiro-Ministro da Suécia (1969-1976; 1982-1986)

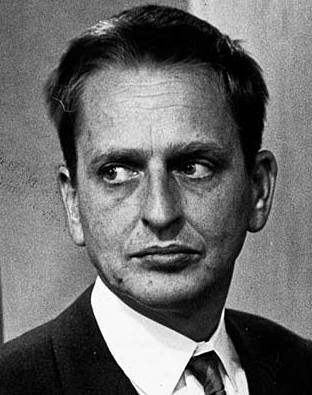
Olof Palme no início de seu governo, em 1968

Palme tornou-se Primeiro-Ministro a 14 de outubro de 1969. Como líder de uma nova geração de social-democratas suecos, Palme era frequentemente descrito como um "reformista revolucionário".

### Política interna
Internamente, as suas visões social-democratas, especialmente no impulso para expandir a influência dos sindicatos sobre a propriedade das empresas, geraram uma grande hostilidade por parte da comunidade empresarial organizada.

#### Mercado de trabalho e direitos dos trabalhadores
As suas reformas no mercado de trabalho incluíram o estabelecimento de uma lei que aumentava a estabilidade no emprego.
Também foram realizadas várias reformas para aumentar os direitos dos trabalhadores. Uma lei de proteção ao emprego de 1974 introduziu regras requerendo a consulta com sindicatos, sobre períodos de aviso prévio e motivos para demissão, juntamente com regras prioritárias para demissões e reemprego em caso de despedimentos. Nesse mesmo ano, subvenções para melhoria do ambiente de trabalho foram introduzidas e disponibilizadas para empresas em modernização "condicionadas à presença de 'administradores de segurança' nomeados pelo sindicato para revisar a introdução de novas tecnologias em relação à saúde e segurança dos trabalhadores". Em 1976, foi introduzida uma lei sobre co-determinação no trabalho que permitia que os sindicatos fossem consultados em vários níveis dentro das empresas antes que fossem implementadas grandes mudanças que afetariam os funcionários, enquanto a gerência tinha que negociar com o trabalho por direitos conjuntos em todos os assuntos relacionados à organização das empresas, trabalho, contratação e demissão e as principais decisões que afetassem o local de trabalho.

#### Estado-social
Sob o mandato de Palme, assuntos relacionados com cuidados infantis, segurança social, protecção da segurança dos idosos, acidente, e problemas habitacionais receberam atenção especial. Sob Palme, o sistema de saúde público na Suécia tornou-se eficiente, com uma taxa de mortalidade infantil de 12 por cada 1000 nados vivos. Foi executado um ambicioso programa redistributivo, com ajuda especial prestada a deficientes, imigrantes, famílias com baixa renda, famílias monoparentais e idosos. O estado social da Suécia foi significativamente expandido a partir de uma posição que já era uma das mais abrangentes do mundo. Conforme observado por Isabela Mares, durante a primeira metade dos anos setenta "o nível de benefícios proporcionado por todos os subsistemas do estado social melhorou significativamente". Várias mudanças de política aumentaram a taxa básica de substituição de aposentadoria por idade, de 42% do salário médio em 1969 para 57%, enquanto uma reforma da saúde realizada em 1974 integrou todos os serviços de saúde e aumentou a taxa mínima de substituição de 64% para 90% de ganhos. Em 1974, foi estabelecida assistência suplementar ao desemprego, proporcionando benefícios aos trabalhadores inelegíveis para os benefícios existentes. Em 1971, a elegibilidade para pensões por invalidez foi ampliada, com maiores oportunidades para empregados com mais de 60 anos. Em 1974, o seguro odontológico universal foi introduzido e os benefícios anteriores à maternidade foram substituídos por um subsídio parental. Em 1974, os subsídios de habitação para famílias com crianças foram aumentados e estendidos a outros grupos de baixa renda. Os centros de assistência à infância também foram expandidos - sob Palme - e a tributação separada entre conjugues foi introduzida. O acesso a pensões para trabalhadores mais velhos com problemas de saúde foi liberalizado em 1970 e uma pensão de invalidez foi introduzida para trabalhadores desempregados mais velhos em 1972.
Após as eleições gerais na Suécia em 1973, Palme permaneceu como primeiro-ministro, mas a eleição acabou num imprevisível empate (175-175) entre os partidos de esquerda (Partido Operário Social-Democrata da Suécia e Partido da Esquerda-Comunistas) e os partidos da direita (Partido do Centro, Partido Moderado e Partido Popular), obrigando Palme a negociar acordos pontuais com a oposição. As taxas de imposto também aumentaram: passando de razoavelmente baixas, mesmo para os padrões europeus, aos níveis mais altos do mundo ocidental.
O último governo de Palme, eleito durante um período em que a economia da Suécia estava em condições difíceis, buscava uma "terceira via", projetada para estimular o investimento, a produção e o emprego, descartando as políticas keynesianas clássicas como resultado da crescente dívida dos estrangeiros, juntamente com a grande balança de pagamentos e os déficits orçamentais. Isso envolvia "igualdade de sacrifício", em que a política de rendas seria acompanhada por aumentos na provisão de bem-estar e impostos mais progressivos. Por exemplo, os impostos sobre riqueza e herança foram aumentados, enquanto os benefícios fiscais para os acionistas foram reduzidos ou eliminados. Além disso, vários cortes assistencialistas realizados antes do retorno de Palme ao cargo foram rescindidos. O sistema anterior de indexação de pensões e outros benefícios foi restaurado, o regime de subvenção em assistência a creches municipais foi restabelecido, o seguro-desemprego foi restaurado na íntegra e os chamados "dias sem benefícios" foram cancelados. Também foram feitos aumentos nos subsídios alimentares e abonos de filhos, enquanto os fundos de investimento dos funcionários (que representavam uma forma radical de participação nos lucros) foram introduzidos.

#### Educação
No âmbito da educação, foram introduzidas reformas como um sistema de empréstimos e benefícios para estudantes, universidades regionais e pré-escola para todas as crianças. Nos termos da lei de 1970, o sistema de ensino médio "ginásio", "fackskola" e "yrkesskola" vocacional foi unificado num sistema único, dividido em três setores (artes e ciências sociais, ciências técnicas e naturais, ciências económicas e comerciais). Em 1975, foi aprovada uma lei que estabelecia a admissão gratuita em universidades.

#### Reformas constitucionais
Durante o mandato de Olof Palme, várias reformas importantes na constituição sueca foram realizadas, a mudança do Riksdag do bicameralismo para o unicameralismo, em 1971 e em 1975 substituindo o Instrumento de Governo de 1809 (à época a constituição política mais antiga do mundo, comparavelmente à dos Estados Unidos) por um novo, oficialmente estabelecendo uma democracia parlamentar em vez de um autocracia monárquica de jure, abolindo as reuniões do Gabinete presididas pelo rei e destituindo a monarquia de todos os seus poderes políticos formais.

### Política externa

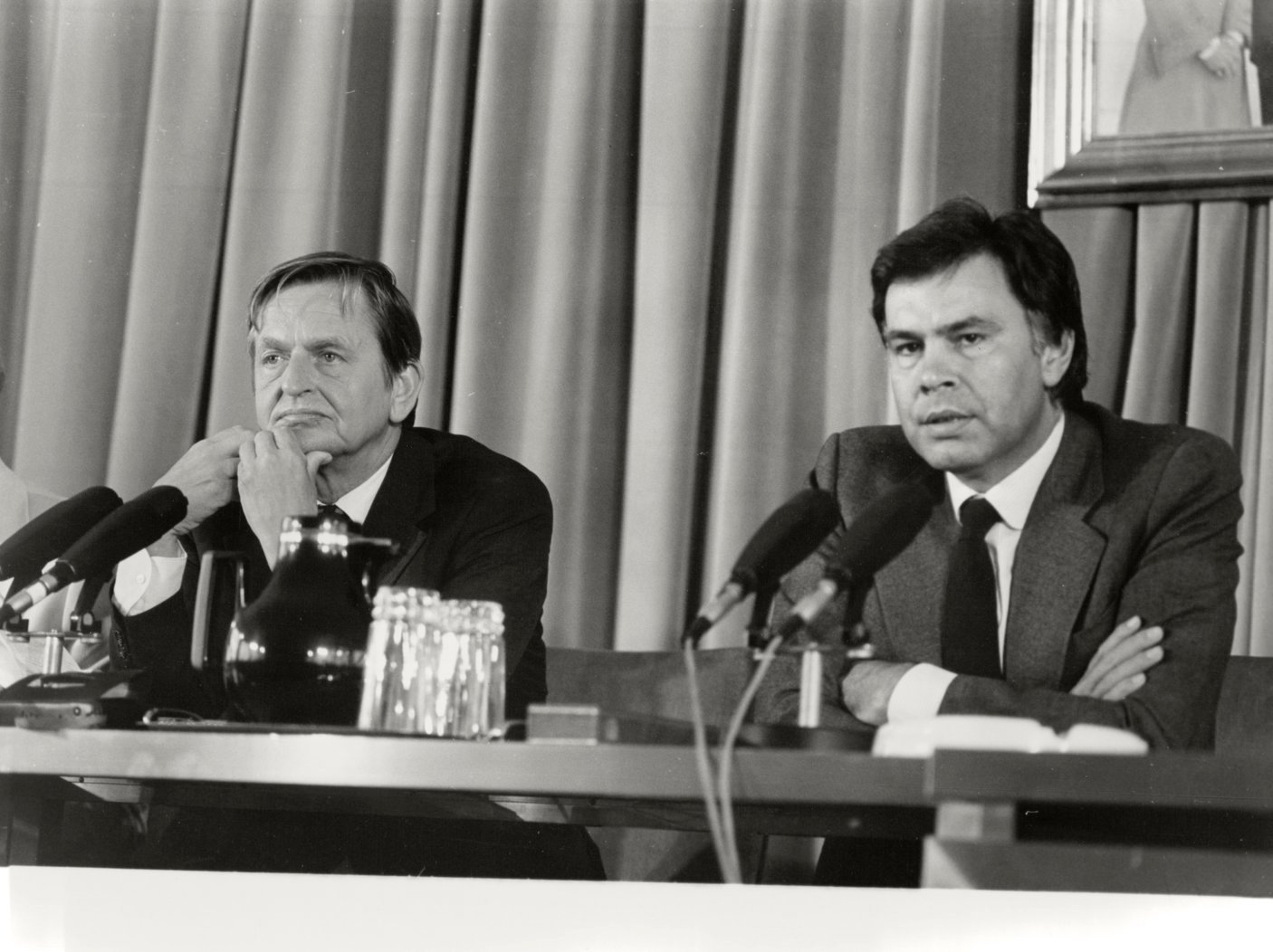
Olof Palme com o Presidente do Governo de Espanha Felipe González, em 1984

No cenário internacional, Palme é uma figura política amplamente reconhecida:
- pelas duras e emocionais críticas aos Estados Unidos durante a Guerra do Vietname;[39]
- pela oposição vocal ao esmagamento da Primavera de Praga pela União Soviética;[39]
- pelas críticas dirigidas aos regimes comunistas europeus, incluindo o rotulo dado ao regime de Husák como "O gado da ditadura", em 1975;[39]
- pelas campanhas contra a proliferação de armas nucleares;[39]
- pelas críticas dirigidas ao regime de Franco na Espanha, chamando-lhe de "malditos assassinos", após a execução de militantes da ETA e da FRAP em setembro de 1975;[39]
- pela sua oposição ao apartheid, classificando-o como "um sistema particularmente horrível" e apoio a sanções económicas contra a África do Sul;[39]
- pelo apoio, político e financeiro, ao Congresso Nacional Africano (ANC), à Organização de Libertação da Palestina (OLP) e à Frente Polisário;[39]
- pela visita a Cuba de Fidel Castro em 1975, durante a qual denunciou o governo de Fulgencio Batista e elogiou os revolucionários cubanos contemporâneos;[39]
- pelas fortes críticas ao regime de Pinochet no Chile;[39]
- pelo apoio político e financeiro ao FMLN-FDR no El Salvador e ao FSLN na Nicarágua;[39] e,
- pelo seu papel como mediador na Guerra Irão–Iraque.[39]

Palme estava fortemente comprometido com os países em desenvolvimento. Um exemplo disso é que, durante os anos de 1965 a 1989, 37% de todas as visitas oficiais à e da Suécia ocorreram nos países em desenvolvimento e 24% na Europa Ocidental. Depois de 1990, o número de visitas a países do terceiro mundo caiu para 18%, enquanto o intercâmbio com a Europa Ocidental aumentou para 60%.

#### Guerra do Vietname
A escalada das operações militares dos Estados Unidos no Vietname em 1965, como muitos outros países, levou a manifestações durante a primavera e o verão contra a guerra. A 30 de julho de 1965, Palme, que era então Ministro sem pasta, fez um discurso no Congresso da Irmandade Social Democrata em Gävle, onde criticou a política vietnamita dos Estados Unidos. Essa posição de Olof Palme foi duramente criticada, não só pela administração norte-americana, mas também pelos partido da oposição. O líder do Partido Popular, Bertil Ohlin, manifestou preocupação com a política de neutralidade sueca. As críticas também vieram do seu próprio partido, mais propriamente do antigo consultor do Ministério dos Negócios Estrangeiros Kaj Björk, que criticou as simplificações, ambiguidades e parcialidade do discurso de Palme. Após o debate sobre o significado do discurso de Palme, o então Ministério dos Negócios Estrangeiros Torsten Nilssone e o primeiro ministro Tage Erlander saíram em defesa do discurso, visto que traduzia a visão do governo sobre a matéria. Mais tarde, Palme voltou a criticar fortemente os Estados Unidos num discurso feito em dezembro de 1972 sobre os bombardeamentos em Hanói, tendo comparado os bombardeamentos a outros grandes massacres do século XX, como o Bombardeio de Guernica (Espanha, 1937), Massacre de Katyn (Rússia, 1940), Babi Yar (Ucrânia, 1941), Lídice (Checoslováquia, 1942), Treblinka (Polónia, 1942-1943), o Massacre de Oradour-sur-Glane (França, 1944) e Massacre de Sharpeville (África do Sul, 1960). Phạm Văn Đồng, Primeiro-Ministro do Vietname do Norte, foi descrito por Palme como "um homem sábio e simples, combinando o melhor da cultura asiática com o melhor da cultura francesa". O governo dos Estados Unidos considerou a comparação um "insulto grosseiro" e mais uma vez decidiu congelar as suas relações diplomáticas com a Suécia (desta vez o congelamento durou mais de um ano).
Apesar de tais associações e contrariamente à política declarada do Partido Operário Social-Democrata, a Suécia havia de facto mantido secretamente uma extensa cooperação militar com a NATO por um longo período, e ainda estava sob a proteção de uma garantia de segurança militar dos Estados Unidos.
Em resposta às observações de Palme numa reunião com o embaixador dos Estados Unidos na Suécia, antes do Encontro da Internacional Socialista em Helsingør, em janeiro de 1976, Henry Kissinger, então Secretário de Estado dos Estados Unidos, pediu ao embaixador dos Estados Unidos que "transmitisse a minha apreciação pessoal a Palme pela sua apresentação franca".

#### União Soviética
Palme era um forte opositor ao comunismo. Por exemplo, entre 1949 a 1952, esteve casado com a checoslovaca Jelena Rennerová, num casamento por conveniência com o objetivo de dar a Rennerová a oportunidade de deixar o seu país após o Golpe de Praga. Mais tarde, ele criticou a invasão do Pacto de Varsóvia na Checoslováquia em 1968 e a invasão da União Soviética no Afeganistão em 1979.
Como primeiro-ministro, no entanto, Palme recebeu críticas ocasionais, inclusive da oposição à direita, pelo que os críticos consideravam insatisfação com a União Soviética. Palme, por sua vez, criticou os políticos de direita em várias ocasiões, o que ele considerou ir longe demais nas suas críticas à União Soviética. Entre outras coisas, ele os acusou de "odiar os soviéticos". Durante um debate sobre política externa no Riksdag em 1983, acusou deputados dos moderados de cair no "espírito de cruzada com o objetivo de libertar a Europa Oriental que governava conservadoramente no Ocidente durante a Guerra Fria". Antes do Congresso do Partido Operário Social-Democrata, em 1984, Palme afirmou que "não estamos a lidar com antissoviismo".
Quando Aleksandr Solzhenitsyn recebeu o Prémio Nobel de Literatura em 1970 e não pôde viajar para Estocolmo para o receber, devido ao risco que corria de perder a cidadania soviética, Palme recusou-se a concordar com uma proposta de realizar a cerimonia na embaixada em Moscovo. Palme acreditava que tal cerimonia poderia prejudicar as relações entre a Suécia e a União Soviética. Para isso, Palme recebeu fortes críticas de, entre outros, o autor Vilhelm Moberg.
No entanto, pouco antes do seu assassinato, Palme havia sido acusado de ser pró-soviético e não salvaguardar suficientemente o interesse nacional da Suécia. Portanto, foram feitos arranjos para ir a Moscovo discutir uma série de questões bilaterais controversas, incluindo as incursões submarinas soviéticas em curso nas águas suecas.

#### Cuba
Como o primeiro chefe de governo da Europa Ocidental a realizar uma visita oficial após a Revolução Cubana, Palme visitou o país a junho de 1975. A 29 de junho de 1975, juntamente com Fidel Castro, fez um discurso para centenas de milhares de pessoas na cidade de Santiago de Cuba, onde afirmou que "o que Cuba nos ensinou é que os opressores acabam sendo derrubados, que as demandas do povo não podem ser sufocadas" (referindo-se ao regime de Fulgencio Batista). O discurso terminou ressaltando a amizade e solidariedade entre os dois países. Num comunicado conjunto divulgado no dia seguinte ao encontro, Palme e Castro anunciaram que as conversações foram caracterizadas por uma "grande simpatia e entendimento mútuo e que havia um consenso sobre as questões abordadas". Havia também uma secção no comunicado que comentava os desenvolvimentos no Vietname (após a tomada comunista do Vietname do Sul) e no Camboja (sob o domínio do Khmer Vermelho). Os dois líderes expressaram a sua alegria pelo facto de a luta pela liberdade "pelo povo vietnamita e cambojano [...] ter sido coroada com vitória". A tomada do poder pelos Khmer Vermelhos foi descrita como "uma grande vitória para o direito do povo de decidir seu próprio destino". No verão de 1975, o Khmer Vermelho havia evacuado as grandes cidades, deportado cerca de metade da população do país e iniciado o genocídio em que quase dois milhões de pessoas foram assassinadas.

#### Alemanha Oriental
Em junho de 1984, Palme fez uma visita oficial à Alemanha Oriental (RDA), onde conheceu o líder do país, Erich Honecker, em Stralsund. Após a reunião, Palme anunciou que "com Honecker eu tive um contato muito bom. Acho que ele sinceramente quer o desarmamento". Nem no discurso que Palme realizou em conexão com a reunião nem nas conversações entre os líderes, contudo, houve qualquer crítica ao regime da Alemanha Oriental ou à falta de direitos e liberdades no país, o que levou a duras críticas a Palme de, entre outros, vários membros da oposição. No entanto, no seu livro de 1968 Politik är att vilja (A política é essa vontade) Palme acusara a RDA por ser responsável pelo assassinato de milhares de pessoas que tentaram fugir do Muro de Berlim.

#### Chile, Espanha e Grécia
Em várias ocasiões, Palme criticou fortemente várias ditaduras militares na América Latina e no sul da Europa, incluindo Espanha (sob Francisco Franco), Chile (sob Augusto Pinochet) e Grécia (sob Georgios Papadopoulos). Num dos seus discursos mais conhecidos, realizado no congresso do partido em 28 de setembro de 1975, ele condenou o regime de Franco na Espanha, chamando-lhe de "malditos assassinos". A razão para tal escolha de palavras foi que no dia anterior o regime franquista havia executado três membros do grupo armado marxista-leninista FRAP e três membros do grupo separatista basco ETA.

#### Portugal
A ditadura do Estado Novo também foi alvo de críticas de Olof Palme. Antes da Revolução dos Cravos e principalmente durante o PREC, Palme desenvolveu uma forte amizade com o então líder do Partido Socialista português Mário Soares, tendo defendido, juntamente com outras grandes figuras da Internacional Socialista como Willy Brandt (RFA), Harold Wilson (Reino Unido), Bruno Kreisky (Áustria), François Mitterrand (França) e Joop den Uyl (Países Baixos) que a situação em Portugal requeria uma "ação concertada", de modo a "evitar que o país fosse tomado pelos Comunistas". Palme foi também, como dirigente da Internacional Socialista, um dos criadores do Comité de Amizade e Solidariedade para a Democracia e o Socialismo em Portugal, criada pela mesma organização, em Estocolmo, com os seguintes objetivos fixadosː
- A defesa da democracia (direitos e liberdades democráticas, incluindo a realização de eleições livres);[52]
- A defesa da liberdade de imprensa;[52]
- O direito de organizar um movimento sindical democrático e de permitir que funcione de acordo com os princípios da liberdade e da voluntariedade;[52]
- O desenvolvimento do socialismo;[52]
- Prevenir o isolamento internacional de Portugal.[52]

#### Médio Oriente e Norte da África
No congresso do Partido Social Democrata em 1969, o partido, após uma proposta do Ministro dos Negócios Estrangeiros Torsten Nilsson, o país, na prática, permaneceu neutro no conflito entre Israel e os países árabes. A nova atitude foi justificada levando em consideração a missão de Gunnar Jaring como mediador das Nações Unidas no conflito.
Mesmo durante a Guerra do Yom Kippur de 1973, o governo de Palme escolheu uma posição neutra, embora o Ministro dos Negócios Estrangeiros Krister Wickman tenha feito declarações, na Assembleia Geral da ONU a 11 de outubro de 1973 que foram interpretadas por muitos jornalistas como críticas a Israel.
Em novembro de 1974, Palme reuniu-se com o líder palestino Yasser Arafat na Argélia, sendo o primeiro chefe de governo ocidental a fazê-lo. Em abril de 1983, Arafat retribuiu a visita, deslocando-se a Estocolmo.
Em conexão com a Conflito Israel-Líbano em 1982, Palme, então na oposição, criticou Israel, comparando o tratamento de Israel às crianças palestinianas nos campos de refugiados no Líbano com o tratamento dos nazistas às crianças judias nos campos de extermínio durante a Segunda Guerra Mundial.
Em 1983, Palme formou a chamada iniciativa de seis nações, composto por chefes de estado e de governo de seis países e cinco continentes a favor do desarmamento nuclear (Suécia, Índia, Grécia, Argentina, México e Tanzânia). Além do próprio Palme, substituído por Ingvar Carlsson, Indira Gandhi (Índia) e Andreas Papandreou (Grécia) foram incluídos no grupo. A iniciativa cessou em 1989 por causa da mudança da situação política entre os blocos leste e oeste.

#### Combate ao colonialismo e ao apartheid
A Suécia já havia começado a fornecer apoio financeiro a vários movimentos de libertação anticolonialista na África na década de 1960, incluindo o Congresso Nacional Africano na África do Sul, Namíbia, Rodésia, Angola, Moçambique e Guiné-Bissau.
Palme foi fortemente crítico ao regime do apartheid na África do Sul. Além do apoio financeiro ao movimento de resistência Congresso Nacional Africano, também defendeu sanções económicas contra o regime. Apoiou essa política nas Nações Unidas e na Internacional Socialista, entre outras.

## Líder da oposição (1976-1982)

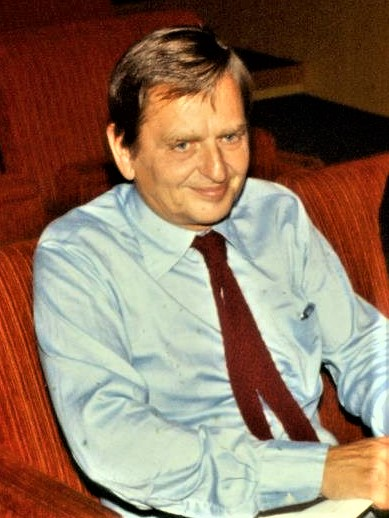
Olof Palme em 1978

Após as eleições gerais na Suécia em 1976, quando a questão nuclear entrou em foco e os partidos da direita (Partido do Centro, Partido Moderado e Partido Popular) ganharam a maioria, os social-democratas e Palme passaram para a oposição, a primeira vez desde 1936 que o partido não era governo.
Em 1979, Olof Palme foi indigitado Presidente do Conselho Nórdico e em 1980, foi nomeado mediador da ONU na Guerra Irão-Iraque. Em maio de 1980, Palme visitou o Irão, que era governado por um regime liderado pelo Ruhollah Khomeini desde a Revolução Iraniana de 1979, declarando que o regime de Khomeini "com precisão pedante tenta construir suas instituições democráticas". A 1 de março de 1982, a Comissão Palmr apresentou o seu relatório sobre a mediação entre o Irão e o Iraque.

## Assassinato
Olof Palme foi assassinado em 1986 na rua Sveavägen, em pleno centro de Estocolmo. Ainda hoje é desconhecida as razões pelas quais foi morto. Houve várias teorias envolvendo os serviços secretos sul-africanos e o movimento curdo do PKK, um extremista de direita, e, acima de tudo, Christer Pettersson.
Cerca de 130 pessoas confessaram o homicídio.  Há mais de 3600 dossiês sobre o caso, que ocupam 225 metros de prateleiras numa esquadra da polícia.
Christer Pettersson, um alcoólico e toxicodependente, foi identificado em 1986 por Lisbeth Palme como o autor dos disparos sobre Olof Palme e sobre ela própria, na esquina da rua Sveavägen com a rua Tunnelgatan na noite de 28 de janeiro de 1986, pelas 23h21min.
Levado ao Tribunal de Primeira Instância de Estocolmo em 1989, Christer Petterrson foi condenado à prisão perpétua. Na sequência de recurso, Christer Pettersson foi julgado pelo Tribunal de Segunda Instância da Svealândia em 1989, e ilibado do crime, por falta de provas suficientes e erros no processo policial, tendo sido posto em liberdade. O Supremo Tribunal da Suécia recusou em 1997 um novo julgamento, por falta de provas adicionais.
Christer Petterson morreu em 2004, chegou a admitir a autoria do crime mas acabou por negar a confissão inicial.

#### Investigações encerradas
No dia 10 de junho de 2020 promotores públicos suecos identificaram o homem que dizem ter assassinado o ex-premiê Olof Palme em 1986, pondo fim a décadas de mistério.
Eles afirmam que o assassino foi Stig Engstrom, um designer gráfico que se matou em 2000.
A arma do crime não foi encontrada e nenhum indício forense novo foi descoberto, mas promotores concluíram, com base nos depoimentos de Engstrom, que suas versões para os eventos daquele dia não faziam sentido.
Stig Engstrom não era o foco principal das investigações, inicialmente. Mais adiante, os promotores descobriram que tinha familiaridade com armas de fogo, tendo servido no Exército e participado de clubes de tiro.
Também fazia parte de um círculo de críticos de Palme, e parentes diziam que ele não gostava do premiê.
Engstrom também tinha problemas financeiros e de alcoolismo.
Os investigadores ainda não conseguiram formar um quadro completo sobre os motivos que levaram Engstrom a matar o premiê.

## Ideologia política
Um defensor franco da igualdade de género, Palme despertou interesse pelas questões de direitos das mulheres participando numa Conferência Mundial das Mulheres no México. Também fez um discurso feminista chamado "A Emancipação do Homem" numa reunião do Clube Nacional Democrata da Mulher a 8 de junho de 1970, tendo esse discurso sido publicado posteriormente em 1972.
Como precursor da defesa da política verde, Palme acreditava firmemente na energia nuclear como uma forma necessária de energia, pelo menos por um período de transição para conter a influência dos combustíveis fósseis. A sua intervenção no referendo da Suécia em 1980 sobre o futuro da energia nuclear é frequentemente apontada pelos opositores da energia nuclear como determinante, continuando ainda a ser uma das fontes mais importantes de energia na Suécia.